# Grzybno (jezioro w powiecie słubickim)
Grzybno – jezioro na Pojezierzu Łagowskim, położone w województwie lubuskim, w powiecie słubickim, w gminie Ośno Lubuskie.

## Położenie i opis
Jezioro położone jest w północno-wschodniej części powiatu słubickiego, na Pojezierzu Łagowskim. Nieco na północ znajduje się podobne, ale nieco mniejsze jezioro Imielno. Zbiornik otoczony jest lasami sosnowymi z domieszką świerka. Około kilometra na zachód od jeziora znajduje się wieś Świniary, w takiej samej odległości, ale na wschód zaczynają się granice administracyjne Ośna Lubuskiego. Misa jeziora ma kształt wydłużony, charakterystyczny dla jezior rynnowych. W akwenie znajduje się kilka półwyspów, zatok oraz przewężeń. Brzegi przeważnie są strome, pozbawione mielizny, ale twarde i piaszczyste. Wyjątkiem jest północny kraniec akwenu, gdzie brzeg jest płaski i nieco podmokły. Głęboczek jeziora znajduje się w jego środkowej części, przy czym w akwenie można wyróżnić jeszcze kilka innych wyraźnych przegłębień. Zbiornik nie ma dopływów, zasilany jest spływem powierzchniowym oraz wodami podziemnymi. Okresowy odpływ znajduje się w południowo-wschodniej części zbiornika i kieruje się do jeziora Kocioł.
Jest to jeden z większych zbiorników Zespołu Przyrodniczo-Krajobrazowego „Uroczysko Ośniańskich Jezior”.

## Hydronimia
Jezioro pojawia się w źródłach w 1938 roku jako Greiben See, a następnie Greiben See — Grzybno (1949), Jezioro Grzybno (1963, 1975), Grzybno (1995, 2006). Państwowy rejestr nazw geograficznych jako nazwę urzędową akwenu podaje Grzybno, nie wymieniając nazw obocznych. W niektórych źródłach nazwa tego jeziora to Świniary.

## Morfometria
Według danych Instytutu Meteorologii i Gospodarki Wodnej powierzchnia zwierciadła wody jeziora wynosi 42,7 ha. A. Choiński, poprzez planimetrowanie na mapach 1:50 000, określił wielkość jeziora na 38,0 ha.
Średnia głębokość zbiornika wodnego to 5,2 m, a maksymalna to 11,9 m. Objętość jeziora wynosi 2220,4 tys. m³. Maksymalna długość jeziora to 2810 m, a szerokość 280 m. Długość linii brzegowej wynosi 6700 m.
Według Atlasu jezior Polski (red. J. Jańczak, 1996) lustro wody znajduje się na wysokości 52,0 m n.p.m., natomiast według numerycznego modelu terenu udostępnionego przez Geoportal 51,5 m n.p.m.
Według Mapy Podziału Hydrograficznego Polski leży na terenie zlewni siódmego poziomu Dopływ z jez. Grzybno. Identyfikator MPHP to 1896624.

## Zagospodarowanie
Administratorem wód jeziora jest Regionalny Zarząd Gospodarki Wodnej w Poznaniu. Utworzył on obwód rybacki, który obejmuje między innymi wody jeziora Grzybno oraz Jeziora Radachowskiego (Obwód rybacki rzeki Ośnianka – Nr 1). Gospodarkę rybacką prowadzi na jeziorze Polski Związek Wędkarski Okręg w Gorzowie Wielkopolskim. Bardzo dobra jakość wód jeziora pozwala na zarybianie go sielawą, poza tym występują tu takie gatunki ryb jak: płoć, leszcz, szczupak, okoń, lin, karp, węgorz, karaś pospolity i sandacz.
Jezioro pełni również funkcje rekreacyjne, nad jego południowym brzegiem znajduje się niewielka plaża.